# Aeroporto Internacional Jorge Chávez
O Aeroporto Internacional Jorge Chávez (IATA: LIM, ICAO: SPJC ) é o maior, o mais movimentado e o principal aeroporto do Peru. Se situa em Callao, na província de Callao, localizado a 11 km de Lima, a capital da nação.
Actualmente é o centro de operações para América do Sul da companhia de El Salvador TACA com a associada peruana TACA Perú e da chilena LAN com a associada peruana LAN Perú. Mais dois companhias aéreas importantes no mundo tem solicitado ao Ministério de Transportes e Comunicações (MTC) avaliar a possibilidade de ter um espaço hub no aeroporto pela privilegiada localização na região.
Há pouco foi indicado no ano 2009 o Melhor Aeroporto da América do Sul pela Skytrax Research, uma companhia consultora de estudos de mercado, especializada em temas referentes a aeroportos e localizada em Londres, que todos os anos realiza uma encuesta via Internet a mais de 8.6 milhões de passageiros de 95 nacionalidades, e usuários de pelo menos 190 terminais aéreas no mundo, os quais indicam seus aeroportos favoritos.
Igualmente tem sido indicado como o Aeroporto Líder na América do Sul no 2009 pela "The World Travel Awards", considerado como os prêmios "Oscar" do turismo e viagens, onde participam companhias de viagens em todo o mundo. Nesta oportunidade votaram mais de 167,000 agentes de 160 países, que indicaram o aeroporto de Lima como o melhor da região sul-americana.

## História
O Complexo foi idealizado em 1960 para substituir o aeroporto de Limatambo localizado no distrito de San Isidro e já cercado pelas novas zonas residências de Lima.O aeroporto é nomeado em homenagem ao piloto peruano pioneiro Jorge Chávez Dartnell, primeiro homem a cruzar os Alpes em um monoplano em 1910. Foi privatizado em 2001 e é controlado agora pela empresa Lima Airport Partners (LAP), um consórcio formado por empresas americanas e alemãs. O controle acionário da LAP pertence atualmente a Fraport AG com 70% das ações. A International Finance Corporation e o Fundo de investimentos em Infraestrutura, Serviços públicos e recursos naturais administrado pela AC Capitales SAFI S.A são sócias minoritárias com 20% e 10% respectivamente.

## Obras e Projetos
O projeto de ampliação e remodelação do terminal de passageiros foram iniciadas em 2001 e em fevereiro 2005 a primeira fase do projeto de renovação foi terminada. Inclui centro comercial Peru Plaza, um concurso novo com 18 portões de embarque e sete pontes de embarques.

### Terminal Nacional
Um total de cinco companhias aéreas servem atualmente (setembro 2010) para 18 destinos no mercado nacional peruana a partir do terminal doméstico do aeroporto Jorge Chávez.
- LAN Perú
  - Arequipa / Aeroporto Internacional Rodríguez Ballón
  - Cajamarca / Aeroporto Mayor General FAP Armando Revoredo Iglesias
  - Chiclayo / Aeroporto Cap. FAP José A. Quiñones Gonzales
  - Cuzco / Aeroporto Internacional Alejandro Velasco Astete
  - Iquitos / Aeroporto Internacional Coronel FAP Francisco Secada Vignetta
  - Juliaca (distrito) / Aeroporto Internacional Inca Manco Cápac
  - Piura / Aeroporto Internacional Capitán FAP Guillermo Concha Iberico
  - Pucallpa / Aeroporto Internacional Capitán FAP David Abensur Rengifo
  - Puerto Maldonado / Aeroporto Internacional Padre Aldamiz
  - Tacna / Aeroporto Internacional Coronel FAP Carlos Ciriani Santa Rosa
  - Tarapoto / Aeroporto Comandante FAP Guillermo del Castillo Paredes
  - Trujillo / Aeroporto Internacional Capitán FAP Carlos Martínez de Pinillos
  - Tumbes / Aeroporto Capitán FAP Pedro Canga Rodríguez
  - Jauja / Aeroporto Francisco Carlé
- Peruvian Airlines
  - Arequipa / Aeroporto Internacional Rodríguez Ballón
  - Cuzco / Aeroporto Internacional Alejandro Velasco Astete
  - Iquitos / Aeroporto Internacional Coronel FAP Francisco Secada Vignetta
  - Tacna / Aeroporto Internacional Coronel FAP Carlos Ciriani Santa Rosa
- Star Perú
  - Arequipa / Aeroporto Internacional Rodríguez Ballón
  - Ayacucho / Aeroporto Coronel FAP Alfredo Mendivil Duarte
  - Chiclayo / Aeroporto Cap. FAP José A. Quiñones Gonzales
  - Cuzco / Aeroporto Internacional Alejandro Velasco Astete
  - Huánuco / Aeroporto Alf. FAP David Figueroa F.
  - Iquitos / Aeroporto Internacional Coronel FAP Francisco Secada Vignetta
  - Juliaca (distrito) / Aeroporto Internacional Inca Manco Cápac
  - Pucallpa / Aeroporto Internacional Capitán FAP David Abensur Rengifo
  - Puerto Maldonado / Aeroporto Internacional Padre Aldamiz
  - Tarapoto / Aeroporto Comandante FAP Guillermo del Castillo Paredes
  - Trujillo / Aeroporto Internacional Capitán FAP Carlos Martínez de Pinillos
- TACA Perú
  - Cuzco / Aeroporto Internacional Alejandro Velasco Astete

### Terminal Internacional
Um total de 20 companhias aéreas servem atualmente (setembro 2010) o mercado internacional de passageiros para 47 destinos desde o terminal internacional do aeroporto Jorge Chávez.
As informações de chegadas e partidas diárias durante as 24 horas pode-se obter em tempo real diretamente no site do aeroporto: Aeroporto Internacional Jorge Chávez

#### América do Norte
- United Airlines
  - Houston, Estados Unidos / Aeroporto Intercontinental George Bush
- LAN Airlines
  - Los Angeles, Estados Unidos / Aeroporto Internacional de Los Angeles
  - Nova Iorque, Estados Unidos / Aeroporto Internacional John F. Kennedy
  - LAN Perú
  - Cancún, México / Aeroporto Internacional de Cancún
  - Ciudad de México, México / Aeroporto Internacional da Cidade do México
  - Los Angeles, Estados Unidos / Aeroporto Internacional de Los Angeles
  - Miami, Estados Unidos / Aeroporto Internacional de Miami
  - São Francisco, Estados Unidos / Aeroporto Internacional de São Francisco
- Spirit Airlines
  - Fort Lauderdale, Estados Unidos/ Aeroporto Internacional de Fort Lauderdale-Hollywood
- TACA Perú
  - Cidade do México, México / Aeroporto Internacional da Cidade do México

#### América Centrale Caribe
- Copa Airlines
  - Ciudad de Panamá, Panamá / Aeroporto Internacional Tocumen
- Lacsa
  - San José, Costa Rica / Aeroporto Internacional Juan Santamaría
- LAN Perú
  - Havana, Cuba / Aeroporto Internacional José Martí
  - Montego Bay, Jamaica / Aeroporto Internacional Sangster
  - Punta Cana, República Dominicana / Aeroporto Internacional de Punta Cana
- TACA Perú
  - Havana, Cuba / Aeroporto Internacional José Martí
  - San José, Costa Rica / Aeroporto Internacional Juan Santamaría
  - San Salvador, El Salvador / Aeroporto Internacional de San Salvador

#### América do Sul
- Aerolíneas Argentinas

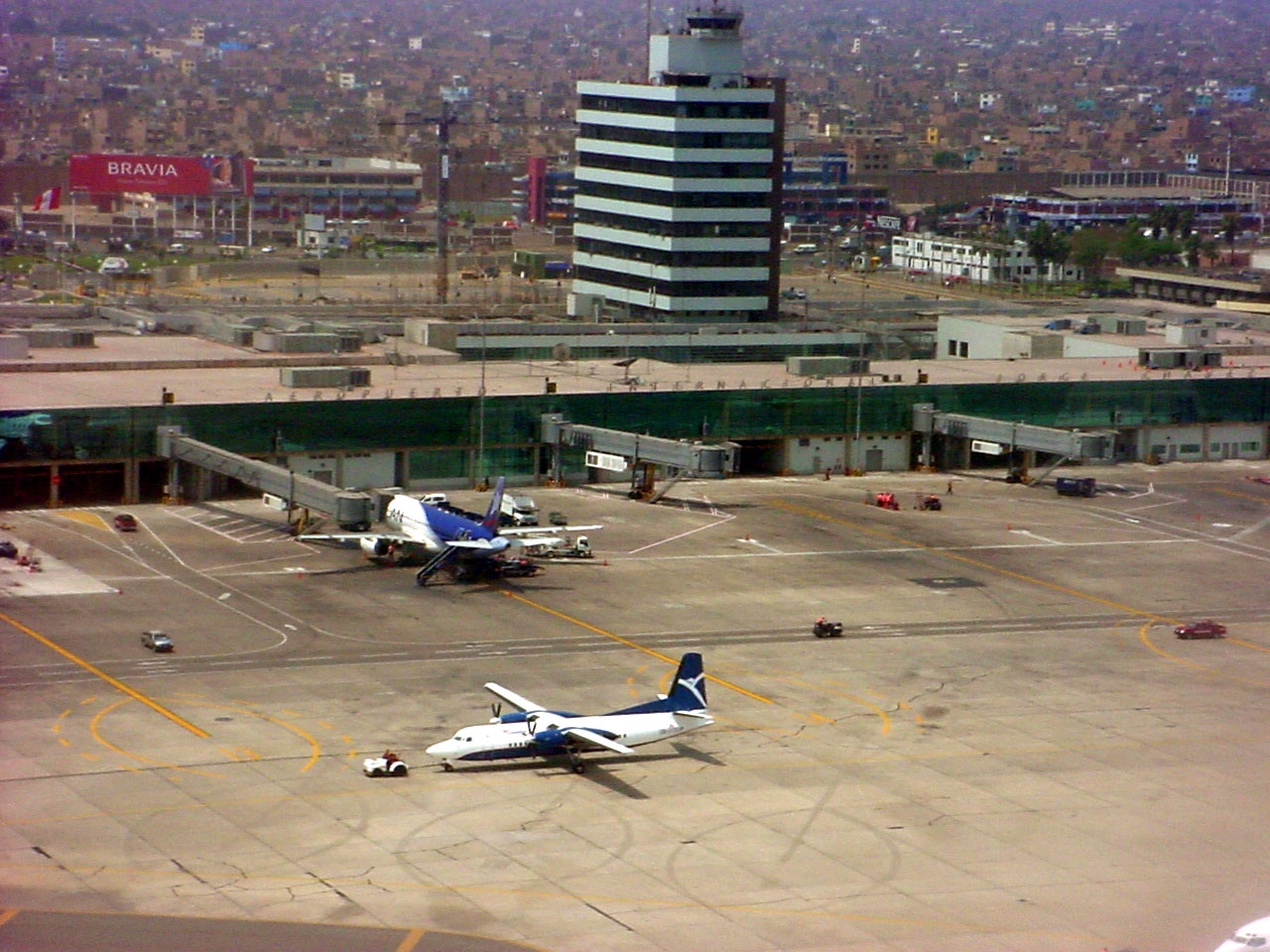
Vista do interior do principal terminal de embarque de passageiros.

  - Buenos Aires, Argentina / Aeroporto Internacional Ministro Pistarini
- Avianca
  - Bogotá, Colombia / Aeroporto Internacional El Dorado
- Lacsa
  - Buenos Aires, Argentina / Aeroporto Internacional Ministro Pistarini
  - Santiago de Chile, Chile / Aeroporto Internacional Comodoro Arturo Merino Benítez
- LAN Airlines
  - Hanga Roa, Chile  / Aeropuerto Internacional Mataveri [5]
  - Santiago de Chile, Chile / Aeroporto Internacional Comodoro Arturo Merino Benítez
- LAN Argentina
  - Buenos Aires, Argentina / Aeroporto Internacional Ministro Pistarini
- LAN Ecuador
  - Guayaquil, Ecuador / Aeroporto Internacional José Joaquín de Olmedo
- LAN Perú
  - Bogotá, Colombia / Aeroporto Internacional El Dorado
  - Buenos Aires, Argentina / Aeroporto Internacional Ministro Pistarini
  - Cali, Colombia / Aeroporto Internacional Alfonso Bonilla Aragón
  - Caracas, Venezuela / Aeroporto Internacional Simón Bolívar
  - Cartagena de Indias, Colombia / Aeroporto Internacional Rafael Núñez
  - Córdoba, Argentina / Aeroporto Internacional Ingeniero Ambrosio L.V. Taravella
  - Foz do Iguaçu, Brasil / Aeroporto Internacional Cataratas[6]
  - La Paz, Bolivia / Aeroporto Internacional de El Alto
  - Medellín, Colombia / Aeroporto Internacional José María Córdova
  - Montevideo, Uruguay / Aeroporto Internacional de Carrasco [7]
  - Quito, Ecuador / Aeroporto Internacional Mariscal Sucre
  - Rosario, Argentina / Aeroporto Internacional Rosario Islas Malvinas[8]
  - Santa Cruz de la Sierra, Bolivia / Aeroporto Internacional Viru Viru
  - Santiago de Chile, Chile / Aeroporto Internacional Comodoro Arturo Merino Benítez
  - São Paulo, Brasil / Aeroporto Internacional de São Paulo
- TACA Perú
  - Asunción, Paraguay / Aeroporto Internacional Silvio Pettirossi
  - Bogotá, Colombia / Aeroporto Internacional El Dorado
  - Buenos Aires, Argentina / Aeroporto Internacional Ministro Pistarini
  - Cali, Colombia / Aeroporto Internacional Alfonso Bonilla Aragón
  - Caracas, Venezuela / Aeroporto Internacional Simón Bolívar
  - Guayaquil, Ecuador / Aeroporto Internacional José Joaquín de Olmedo
  - La Paz, Bolivia / Aeroporto Internacional de El Alto
  - Medellín, Colombia / Aeroporto Internacional José María Córdova
  - Mendoza, Argentina / Aeroporto Internacional Gobernador Francisco Gabrielli [carece de fontes?]
  - Montevideo, Uruguay / Aeroporto Internacional de Carrasco
  - Porto Alegre, Brasil / Aeroporto Internacional Salgado Filho[carece de fontes?]
  - Quito, Ecuador / Aeroporto Internacional Mariscal Sucre[carece de fontes?]
  - Rio de Janeiro, Brasil / Aeroporto Internacional Tom Jobim
  - Santa Cruz de la Sierra, Bolivia / Aeroporto Internacional Viru Viru
  - Santiago de Chile, Chile / Aeroporto Internacional Comodoro Arturo Merino Benítez
  - São Paulo, Brasil / Aeroporto Internacional de São Paulo
- TAM Linhas Aéreas
  - São Paulo, Brasil / Aeroporto Internacional de São Paulo
  - Rio de Janeiro, Brasil / Aeroporto Internacional do Rio de Janeiro Tom Jobim/Galeão
- TAME
  - Quito, Ecuador / Aeroporto Internacional Mariscal Sucre[carece de fontes?]

#### Europa
- Air Europa
  - Madrid, España / Aeroporto Madrid-Barajas
- Air France
  - Ámsterdam, Países Baixos / Aeroporto de Amsterdão Schiphol
  - Paris, Francia / Aeroporto de Paris-Charles de Gaulle
- British Airways
  - Londres, Reino Unido / Aeroporto de Londres Heathrow
  - Londres, Reino Unido / Aeroporto de Londres Gatwick
- Iberia
  - Madrid, España / Aeroporto Madrid-Barajas
- KLM
  - Ámsterdam, Países Baixos / Aeroporto de Amsterdão Schiphol
- LAN Perú
  - Madrid, España / Aeroporto Madrid-Barajas
  - Barcelona, Espanha / Aeroporto de Barcelona-El Prat

#### Oceânia
- LAN Airlines
  - Ilha de Páscoa, Chile / Aeroporto de Mataveri

#### Ásia
- Korean Air
  - Seul, Coreia do Sul / Aeroporto Internacional de Incheon

## Cargo
- Air France Cargo
- Arrow Air
- Atlas Air
- ATSA
- Cielos Airlines
- DHL
- FedEx
- Iberia Cargo
- KLM Cargo
- LAN Cargo
- Martinair Cargo
- Southern Air
- Tampa Cargo
- UPS